# Szczecińska Stocznia Remontowa „Gryfia”
Szczecińska Stocznia Remontowa „Gryfia” – stocznia remontowo-produkcyjna w Szczecinie. Główna siedziba mieści się na wyspie Gryfia.

## Historia
Powstała w lipcu 1952 roku na podstawie zarządzenia Ministra Przemysłu Maszynowego jako Baza Remontowa „Gryfia” w wyniku wydzielenia ze Stoczni Szczecińskiej.
Stocznia specjalizuje się w remontach, przebudowie, przedłużeniach i budowie nowych statków. Głównie zajmuje się budową promów samochodowo-pasażerskich, holowników, kutrów rybackich i jachtów.
Zatrudnienie w stoczni według danych na dzień 7 kwietnia 2003 roku wynosiło 1 257 osób. Przedsiębiorstwo posiadało certyfikat wdrożenia i stosowania systemu zarządzania jakością ISO 9001:2000 i normy PN-EN 45001.
W 2013 roku stocznia została połączona z Morską Stocznią Remontową w Świnoujściu. Połączony podmiot przyjął firmę Morska Stocznia Remontowa Gryfia SA. W 2015 r. połączony podmiot sprzedał znaczną część - ok. 2/3 nieruchomości posiadanych w Świnoujściu.